# Madame Luna
Madame Luna är en svensk thrillerfilm från 2024. Filmen är regisserad av Daniel Espinosa, som även skrivit manus tillsammans med Maurizio Braucci och Suha Arraf. Den är baserad på verkliga händelser. Usprungiden och bakgrunds-research står filmskaparen Binyam Berhane för.
Filmen premiärvisades på Göteborg Film Festival den 2 februari 2024.

## Handling
Filmen kretsar kring en flyktingflicka från Eritrea som så småningom blev en av de största flyktingsmugglarna i Libyen, Madame Luna, med kopplingar till italienska maffian.

## Rollista (i urval)
- Meninet Abraha – Madame Luna
- Claudia Potenza
- Emanuele Vicorito
- Pino Torcasio
- Hilyam Weldemichael

## Produktion
Filmen är producerad av David Herdies, Terry Dougas och Paris Kasidokostas Latsis för Momento Film, i samproduktion med Film i Väst och med produktionsstöd från Svenska Filminstitutet. Filmen började spelas in den 5 maj 2022 med bland annat Kalabrien och Sicilien i södra Italien, och Marocko som inspelningsplatser.